# Manuel Clodoaldo Linhares
Manuel Clodoaldo Linhares (Milagres, 29 de março de 1865 — Vitória, 11 de janeiro de 1936) foi bacharel em Direito, magistrado, jornalista e político brasileiro.

## Biografia
Natural de Milagres, era filho do capitão Francisco Gonçalves Linhares e de Josefa Teresa de Jesus Linhares. Tinha quinze irmãos, dentre eles, o Monsenhor Miceno Clodoaldo Linhares, que fora deputado provincial no Ceará durante a monarquia. Bacharelou-se em ciências jurídicas e sociais pela Faculdade de Direito de Recife em 20 de maio de 1891 e, no mês seguinte, foi nomeado promotor público da comarca do Crato, assumindo o exercício em 18 de julho do mesmo ano e deixando-o em 21 de março de 1892.
Em 23 de agosto de 1892, foi nomeado promotor de justiça da comarca de Guandu (atual município de Afonso Cláudio), no estado do Espírito Santo, sendo removido a pedido para a comarca de Viana, em 15 de setembro de 1893. Desta comarca foi removido, também a pedido, para a da capital, em 5 de agosto de 1904. Foi nomeado procurador fiscal do Tesouro do Estado em 5 de abril de 1906 e, no ano seguinte, foi eleito deputado estadual.
No início de 1908, assumiu interinamente o posto de procurador-geral do Estado, o mais importante do Ministério Público Estadual na época. Em caráter efetivo, foi nomeado para chefia do Ministério Público em 18 de janeiro de 1909 e permaneceu no cargo até 13 de dezembro de 1913, quando se aposentou. Todavia, foi requisitado para atuar no serviço público, tanto que integrou o Conselho Consultivo do Governo do Estado, órgão responsável por elaborar pareceres relacionados a questões jurídicas e administrativas.
Como jornalista, atuou como colaborador em diversos jornais, como o Diário da Manhã e o Jornal Oficial.
Por escolha do Tribunal de Justiça do Estado do Espírito Santo, integrou, em março de 1930, o serviço de assistência judiciária que atendia às pessoas sem condições de pagar um advogado.
Em abril de 1935, assumiu interinamente a Secretaria de Estado de Interior e Justiça. Novamente, foi procurador-geral do Estado no período de 13 de novembro de 1935 a 9 de janeiro de 1936, quando saiu devido a problemas de saúde, vindo a falecer dois dias depois. Seus restos mortais encontram-se sepultados no Cemitério Municipal de Santo Antônio, em Vitória